# Barcarolata
La Barcarolata è una manifestazione organizzata dal comune di Sestri Levante con l'appoggio della L.N.I locale, ogni ultima Domenica di Luglio (ad eccezione dell'edizione del 2024) presso la Baia del Silenzio. Consiste in una sfilata nel mare dove i partecipanti gareggiano a bordo delle proprie imbarcazioni addobbate in stile carnevalesco.

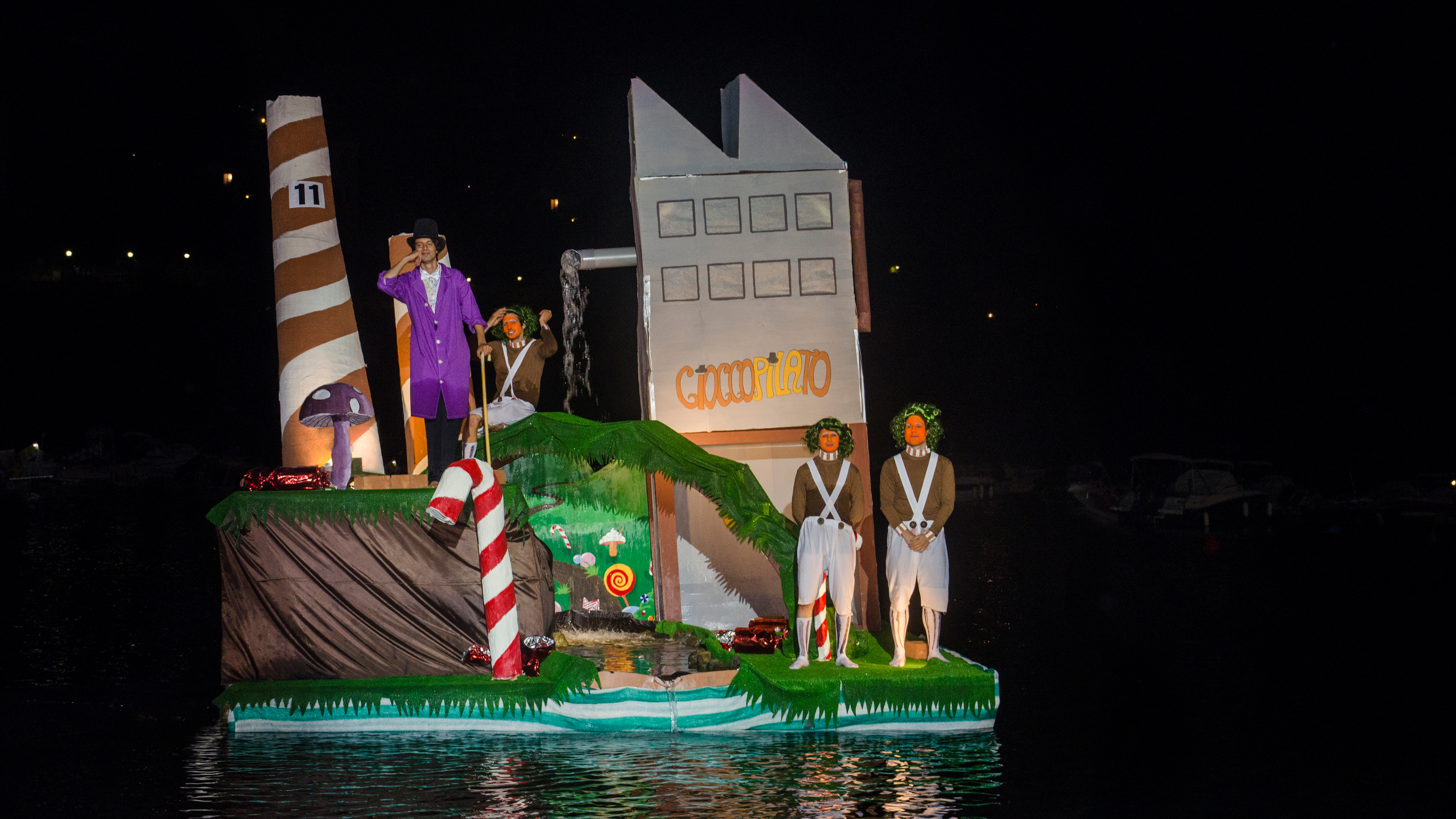
La barca vincitrice dell'edizione 2019, la Fabbrica di Cioccolato.

Una giuria di prestigio giudica le imbarcazioni, che sfilano a partire dalle ore 21,30, per premiare la più bella ed originale.

## Storia
La manifestazione fu ideata dal cav. Giovanni Magnelli dell’Azienda di Soggiorno negli anni Sessanta.